# Xã Washington, Quận Rush, Indiana
Xã Washington (tiếng Anh: Washington Township) là một xã thuộc quận Rush, tiểu bang Indiana, Hoa Kỳ. Năm 2010, dân số của xã này là 475 người.